# Отец Паисиево
Отец Паисиево е село в Южна България. То се намира в община Калояново, област Пловдив. Селото се намира на 40 км северно от Пловдив в полите на Средна гора, сред розови масиви на 550 – 600 м надморска височина.

## История
До 1934 г. село Отец Паисиево се нарича Кочмаларе (Кочмалари).
Черквата в селото „Въведение Богородично“ е построена през 1884 година.

## Личности
- Нено Маринов, известен с прозвището Хайдут Нено, който е български революционер и гарибалдиец.
- Гюро Начев, с прозвище Върли Гюро, български революционер четник на Ильо войвода, гарибалдиец и Ботев четник.

## Религии
- Източно православна религия.

## Редовни събития
Всяка година на Сирни заговезни се провежда събор. На този ден се провежда и кукерският празник, на който вземат участие не само кукерите от селото, но и състави от други села. Много забележима на празника е и самодейната група на селото под ръководството на Мата Манавска.

## Други
- В селото се е укривал Васил Левски;
- В селото се намира един от най-големите розови масиви в окръга.
- През 2024 г. е жертва на пожари поради високите температури.